# Méthodisme
Pour l'école de médecine grecque antique, voir École méthodique (médecine).
Le méthodisme est un courant du protestantisme issu d'un schisme d'avec l'Église anglicane, regroupant de nombreuses Églises d'orientations diverses, mais qui trouvent leur inspiration dans la prédication de John Wesley au XVIIIe siècle. En 2019, 80 millions de personnes réparties dans 138 pays se réclament du méthodisme. Historiquement, le méthodisme est le principal propagateur du « grand réveil ». Le méthodisme prêche le salut par la Foi, l'accomplissement du fidèle sur terre étant le premier signe d'élection.

## Histoire
En tant que mouvement religieux, le méthodisme a été lancé au XVIIIe siècle par le prédicateur anglais George Whitefield, mais c'est John Wesley qui fut l'organisateur du méthodisme, rejeté par l’Église d'Angleterre qui n'appréciait ni son insistance sur l'expérience religieuse personnelle ni sa préoccupation sociale. Les élites anglicanes étaient d'ailleurs très influencées par la philosophie religieuse répandue en Angleterre à l'époque et caractérisée par une hostilité à tout dogmatisme, teintée de rationalisme et de moralisme.
Alors que George Whitefield a eu très jeune une foi très vive, Wesley connaît à 35 ans une expérience religieuse marquante : parti dans les colonies américaines pour prêcher sans avoir la conviction de son propre salut, il est très impressionné lors du voyage de retour, par la foi des missionnaires moraves au cours d'une violente tempête. Ses contacts approfondis avec les frères moraves l'auraient conduit, en 1738, à « une rencontre personnelle avec Dieu », et il se met, à l'instar de Whitefield, à parcourir le pays à cheval en prêchant l'Évangile, rassemblant des foules en plein air, puisque l'Église anglicane établie n'offre pas d'accueil à ces activités.

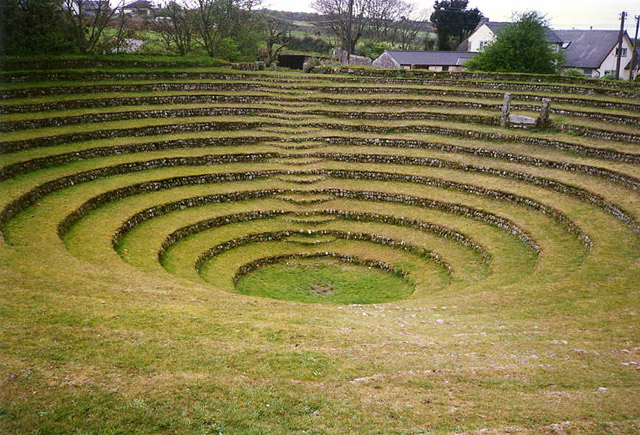
Gwennap Pit, non loin de Falmouth (Cornouailles), dépression d'origine minière utilisée à de multiples reprises par John Wesley entre 1762 et 1789 pour ses prédications en plein air.

Sur le plan social, le méthodisme se développe surtout au sein des populations ouvrières où l’Église institutionnelle est le plus souvent absente, malgré le développement rapide des nouvelles cités ouvrières, avec leurs taudis et leur misère, du fait de la Révolution industrielle. La préoccupation sociale de John Wesley est très vive et il organise des services sociaux et des écoles dans les quartiers pauvres qu'il visite. Il est aussi l'un des premiers et éloquents défenseurs de l'abolition de l'esclavage. Son frère Charles Wesley le seconde et devient l'un des auteurs de cantiques les plus prolifiques. Le chant d'assemblée jouera un rôle majeur dans les assemblées méthodistes. Ces assemblées sont à l'époque souvent de style charismatique, ponctuées de phénomènes collectifs de larmes, de cris de douleur ou de joie, voire d’hystérie. Cet aspect émotionnel de la prédication de Wesley est très critiqué par les anglicans.

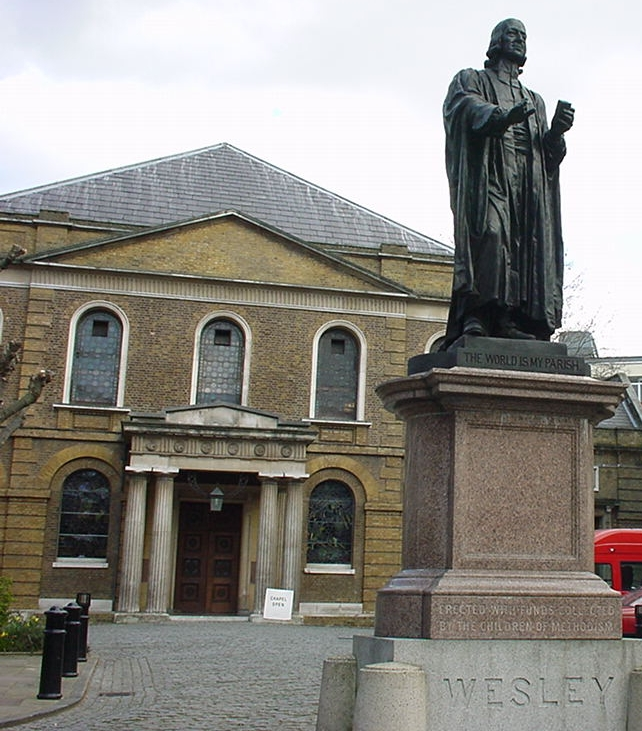
Statue de John Wesley devant la chapelle Wesley établie par John Wesley en 1778 pour être sa première base à Londres. Un musée du méthodisme se trouve dans sa crypte.

Le nom de « méthodiste » vient du fait que Wesley a dès sa jeunesse participé à un cercle d'étudiants évangéliques où il a développé un système ou une « méthode » de prière et d'étude pour faire grandir chrétiens et nouveaux convertis dans leur foi. C'est seulement sur la fin de son ministère, en 1784, que John Wesley, en ordonnant de lui-même des diacres et des anciens, fait du méthodisme non plus un mouvement au sein de l’Église d'Angleterre, mais une église indépendante.

## Rituels et sacrements
Le « Livre du Culte », officialisé par l’Église méthodiste unie, contient les rituels, les sacrements et l’ordre du culte utilisés dans cette église.
Comme les autres églises protestantes (luthériennes, calvinistes, évangéliques…), le méthodisme pratique deux sacrements, le baptême et la communion. Le pédobaptisme, soit le baptême des nouveau-nés et des jeunes enfants est également pratiqué. La confirmation, l'ordination, le mariage, l'onction des malades sont également pratiqués sans toutefois être reconnus comme des sacrements.

## Théologie
La théologie méthodiste établie par John Wesley appartient au courant arminien de la théologie protestante et s'oppose donc à la doctrine calviniste de la prédestination, bien que, selon John Wesley, la grâce divine doive toujours précéder la décision libre de l'Homme. Whitefield étant quant à lui fidèle à la tradition calvinienne, il y eut un schisme qui donna lieu à la création d'églises méthodistes calvinistes ; elles sont notamment présentes au Pays de Galles.
Un autre point marquant de la théologie de Wesley — comme de Whitefield — est son insistance sur la sanctification au plus profond des actes quotidiens de la vie du chrétien. Cette doctrine de la perfection chrétienne donnera lieu, en Grande-Bretagne et aux États-Unis, à plusieurs mouvements religieux issus du méthodisme tels que le mouvement de sanctification (Holiness movement), et en particulier le mouvement évangélique dit « Mouvement pour une vie supérieure » (Higher Life movement). Leur idée maîtresse découle en grande partie de la conviction mise en exergue par le méthodisme, selon laquelle la sanctification personnelle est la manifestation concrète de la grâce de Dieu au travers du Saint-Esprit agissant directement dans les vies des chrétiens et dans le monde.
Le méthodisme s'est répandu rapidement dans les classes populaires des pays anglophones, en partie grâce aux nombreux cantiques écrits par Charles Wesley, le frère de John Wesley. Si le chant d'assemblée entraînant ou émouvant a été important dès l'origine de la réforme protestante, il a été l'un des facteurs importants dans l'enracinement des croyances méthodistes,, en particulier dans la communauté afro-américaine, encore en partie constituée d'esclaves lors du développement du méthodisme aux États-Unis.
Au XXIe siècle, la confession méthodiste continue une tradition sociale active et insiste sur une morale personnelle de la modération.

## Dans le monde

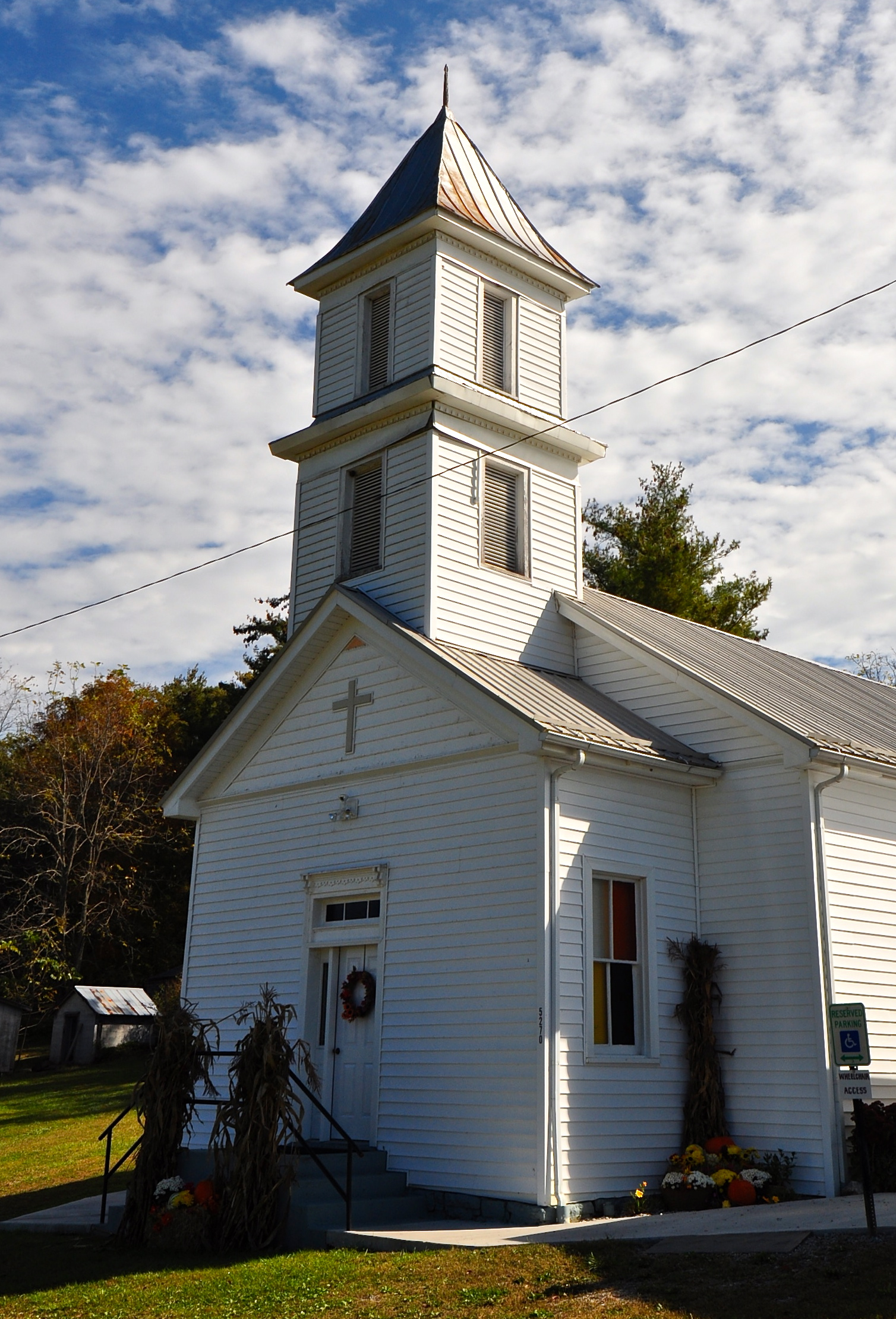
L'Église méthodiste de Graysontown (Virginie (États-Unis)).

### États-Unis
Le méthodisme s'est développé surtout dans les pays anglophones ou dans leurs anciennes colonies. Les Églises anglaises et américaines sont les plus importantes, et elles restent autonomes.
À la mort de John Wesley en 1791, les « sociétés » méthodistes comptaient 540 prédicateurs et 134 600 membres. Les églises méthodistes comptent en 2019, 80 millions d'adhérents répartis dans 138 pays et 80 organisations ecclésiales.
Certaines églises méthodistes telles que l'Église méthodiste unie (United Methodist Church), qui compte plus de 12 millions d'adhérents dans le monde, dont 7 aux États-Unis, sont restées fidèles à l'organisation de type épiscopalien hérité de l'anglicanisme, alors que d'autres, telles que l’Église méthodiste britannique, sont de type presbytéro-synodal.
Il est à noter que le méthodisme est une dénomination importante pour la communauté afro-américaine. En 1816 est fondée l'Église épiscopale méthodiste africaine (African Methodist Episcopal Church ou AME Church), première dénomination afro-américaine créée aux États-Unis, née en protestation contre l'esclavage et les discriminations envers les Noirs. Elle rejoint l'Église méthodiste unie en 2012.
À partir de 1840 aux États-Unis, le méthodisme donne lieu au développement du mouvement de sanctification, dont la frange radicale se sépare du méthodisme en 1894. Insistant sur l'expérience religieuse du baptême de l'Esprit, et sur ses manifestations physiques et émotionnelles, ce mouvement qui rencontre un grand succès aux États-Unis donne à son tour naissance à partir du tout début du XXe siècle au pentecôtisme et aux différents mouvements charismatiques inspirés du Pentecôtisme. Ces derniers se sont aujourd’hui répandus dans le monde entier, où l’on compte environ 78 millions de pentecôtistes et 510 millions d’adhérents des différents mouvements charismatiques.

### Afrique
La plupart des confessions méthodistes en Afrique suivent la tradition méthodiste britannique et considèrent l'Église méthodiste de Grande-Bretagne comme leur église mère. À l'origine modelées sur la structure britannique, ces églises ont souvent adopté un modèle épiscopal spécifique depuis l'indépendance. Parmi ces églises, l'Église méthodiste nigériane est l'une des plus grandes confessions méthodistes du monde et l'une des plus grandes églises chrétiennes du Nigeria, avec environ deux millions de membres répartis en 2000 congrégations. Mais la communauté chrétienne au Nigeria s'émiette en de nombreuses Églises et sectes. Les églises méthodistes ont également une implantation au Ghana (ancienne colonie de la Côte-de-l'Or) et en Afrique australe. Dans la deuxième partie du XXe siècle, avant la décolonisation, sont apparus également des mouvements religieux associant méthodisme et croyances traditionnelles africaines, comme la secte Mai Chaza.

### France

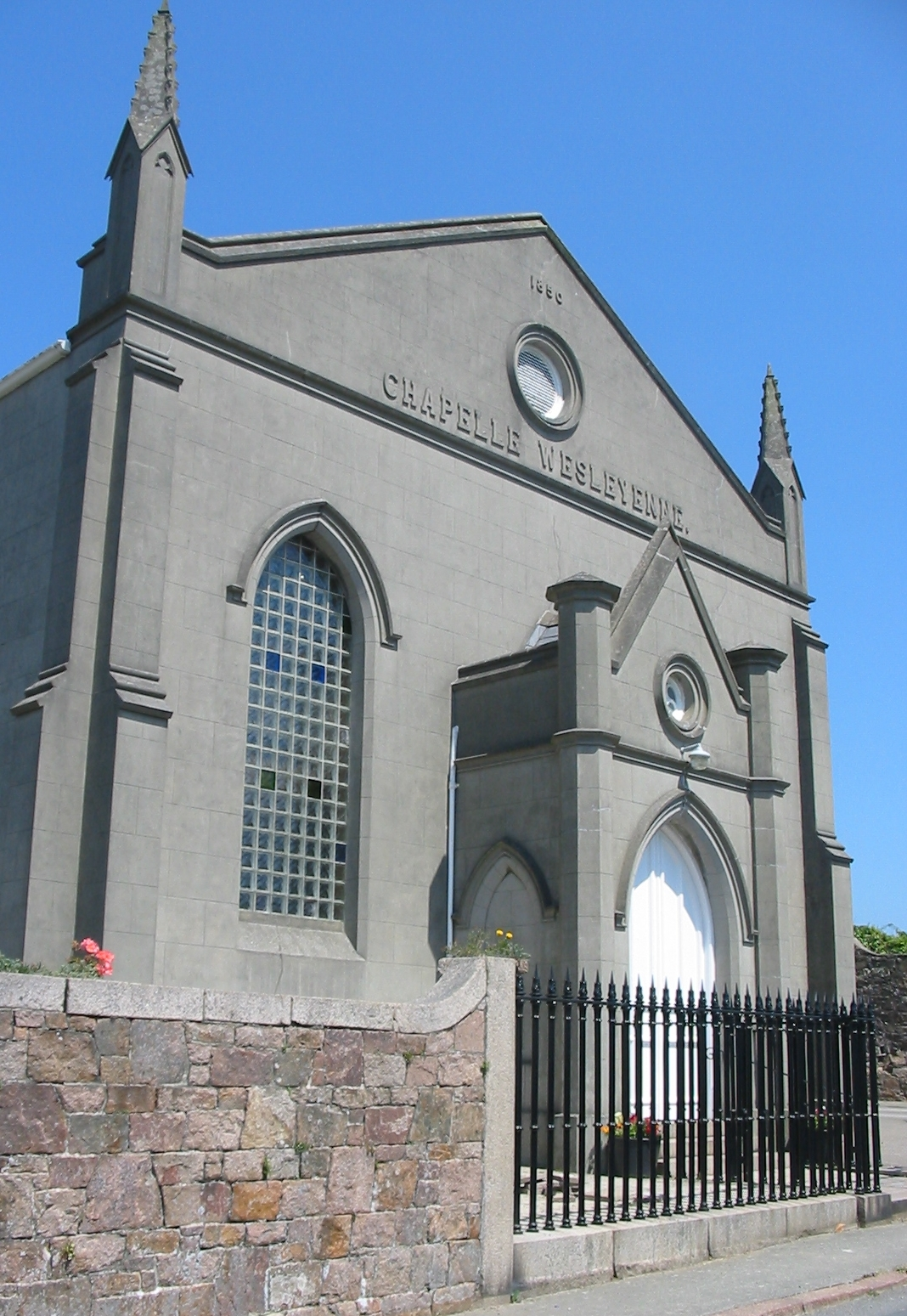
Chapelle wesleyenne à Saint-Martin, Jersey. L'église méthodiste a été forte dans les îles de la Manche.

Le méthodisme est introduit en France dès le début du XIXe siècle par des pasteurs et prédicateurs anglais, notamment en Normandie puis dans le sud de la France et particulièrement en Vaunage (entre Nîmes et Montpellier), par Charles Cook. D'abord pasteur missionnaire à Jersey, Charles Cook s'installe dans la localité vaunageole de Congénies, région marquée par le développement, à la fin du siècle précédent, d'une communauté quaker entièrement locale dont certains éléments se rallient au méthodisme. En 1852, les méthodistes sont implantés dans huit départements : Calvados, Meuse, Pas-de-Calais, Seine, Gard, Hérault, Drôme et Hautes-Alpes. Charles Cook est clairement à l’origine du méthodisme dans les 4 derniers.
Par ailleurs, un deuxième foyer d’évangélisation méthodiste en France sera lancé avec l’arrivée, en 1868 à Strasbourg d’un missionnaire américain germanophone, le pasteur Johann Schnatz, suivi de plusieurs autres missionnaires germanophones. Neuf communautés en Alsace-Moselle sont les héritières de leurs efforts.

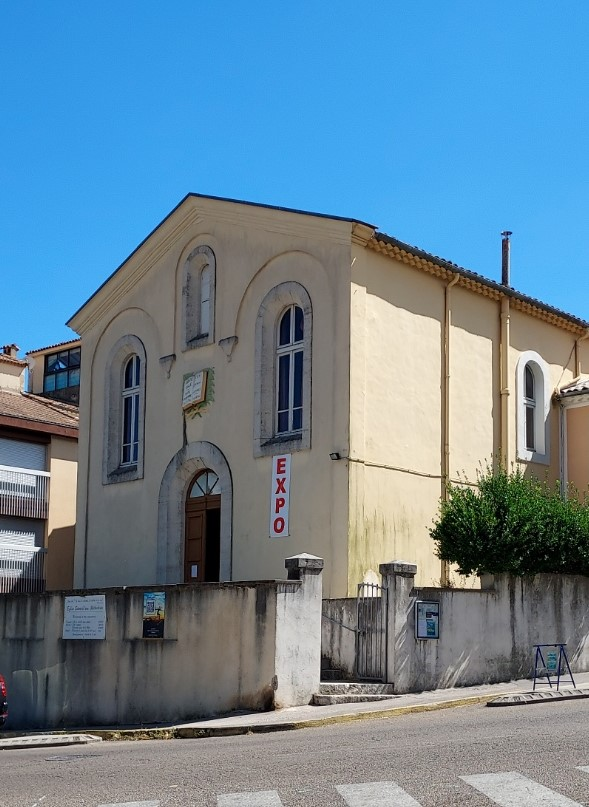
Chapelle méthodiste d'Anduze (Gard), où le culte méthodiste est toujours actif au XXIe siècle.

À part quelques groupes, la majorité de l'Église méthodiste (en dehors de l'Alsace) a rejoint en 1938 l'Église réformée de France.
Il existe en France quelques petits groupes d’Églises se réclamant du méthodisme. L’Église méthodiste en France s'est restructurée après la fusion mondiale en 1968 qui a vu naître l’Église méthodiste unie (en anglais : United Methodist Church, UMC). Membre de cette union d'Églises méthodistes, l’Église méthodiste en France a alors pris le nom de "Union de l’Église évangélique méthodiste". En 2005, un groupe de 6 communautés méthodistes issues du travail d'évangélistes de Grande-Bretagne au XIXe siècle a rejoint l'UEEM.
Une Société d'étude du méthodisme (SEMF), a été fondée à l'Institut protestant de Théologie de Montpellier en 2011. Elle a pour but d'étudier et de faire connaître les différentes facettes du méthodisme francophone, mais aussi international.

### Tonga
Des missionnaires méthodistes se sont installés au début du XIXe siècle dans les îles Tonga. En 1996, selon le recensement officiel, 41,3 % de la population est membre de l'Église méthodiste.

## Affiliations
La plupart des églises méthodistes sont affiliées au Conseil méthodiste mondial et au Conseil œcuménique des Églises, ainsi que, pour l'Europe, à la Conférence des Églises européennes.

## Méthodistes célèbres
Au XIXe siècle, William Wilberforce, homme politique anglais éveillé à la foi évangélique par le méthodisme whitefieldien, fut l'artisan d'une campagne parlementaire de 47 ans qui conduisit à la loi abolissant l'esclavage (en 1833) dans l'Empire britannique ; il mourut trois jours après le vote de cette loi. Bien qu'évangélique, William Wilberforce resta rattaché à l’Église d'Angleterre.
Au XXe siècle et XXIe siècle, George W. Bush, John Edwards, Hillary Rodham Clinton et sa fille Chelsea Clinton, le président philippin Fidel V. Ramos ou l'écrivain Stephen King sont des méthodistes pratiquants, au même titre que le furent Margaret Thatcher, Nelson Mandela et Abel Muzorewa, évêque méthodiste et Premier ministre du Zimbabwe en 1979.
Parmi les Afro-Américains : Mary McLeod Bethune, enseignante et militante des droits civiques, Daniel Payne fondateur de l'Université de Wilberforce, Harold Washington, premier maire noir de Chicago, les chanteuses Nina Simone et Dionne Warwick. Rosa Parks était elle aussi méthodiste.
Dans le monde religieux, citons :
- William Booth, fondateur de l'Armée du Salut, et son épouse Catherine Booth, qui influencée par la prédicatrice méthodiste Phoebe Palmer, obtint de haute lutte l'égalité dans les responsabilités au sein de l'Armée du Salut.
- John Raleigh Mott, fondateur de la Fédération universelle des associations chrétiennes d'étudiants (FUACE) et prix Nobel de la paix 1946 pour son travail pour la promotion de la paix.
- Le télévangéliste Oral Roberts, initialement pentecôtiste, a choisi de rallier l'Église méthodiste unie.